# More Hate
More Hate è il terzo album in studio del rapper italiano Egreen, distribuito da Sounday dopo il precedente disco prodotto con una campagna di crowdfounding e in seguito distribuito in free download.

## Tracce
1. Smooth Operator – 4:42
2. Bene così – 3:39
3. Sposato pt. 2 – 4:47
4. Bataclan – 4:38
5. Milano Roma pt. 2 (feat. Er Costa) – 4:23
6. Mic Check – 3:51
7. Xerox (feat. Nex Cassel) – 4:13
8. Meglio di scopare – 2:46
9. Sognatori (feat. Claver Gold & Albe Ok) – 4:34
10. Show and prove (feat. Virus Syndicate) – 4:16
11. Soldiers (feat. Attila) – 3:35
12. Comune denominatore – 4:42

Bonus Tracks nella versione di iTunes
1. Captain Futuro Remix – 3:16
2. Christian Rap Remix – 3:24

## Formazione
Musicisti
- Egreen – rapping, voce
- Er Costa – rapping aggiuntivo (traccia 5)
- Nex Cassel – rapping aggiuntivo (traccia 7)
- Claver Gold, Albe Ok – rapping aggiuntivo (traccia 9)
- Virus Syndicate – rapping aggiuntivo (traccia 10)
- Attila – voce aggiuntiva (traccia 11)

Produzioni
- St. Luca Spenish – produzione (tracce 1 e 7)
- Zef – produzione (traccia 2)
- Cope – produzione (tracce 3, 4 e 12)
- The Ceasars – produzione (traccia 5)
- Fid Mella – produzione (tracce 6 e 8)
- Railster – produzione (traccia 9)
- Anagogia – produzione (traccia 10)
- Mighty Cez – produzione (traccia 11)
- Brenk – produzione (traccia 13)
- Nex Cassel – produzione (traccia 14)